# Bizabur
Bizabur (arab. بزابور) – miejscowość w Syrii, w muhafazie Idlib. W 2004 roku liczyła 1389 mieszkańców.